# Tonoro multispinae
Tonoro multispinae is een spinnensoort uit de familie trilspinnen (Pholcidae). De soort komt voor in Venezuela en is de typesoort van het geslacht Tonoro.